# Árbol hambriento
El árbol hambriento es un plátano de sombra (Platanus × hispanica) ubicado en los terrenos de King's Inns en Dublín, Irlanda. Se ha vuelto conocido por haber "consumido" parcialmente una banca del parque durante su crecimiento. Se ha convertido en una atracción turística y es fotografiado con frecuencia.

## Descripción

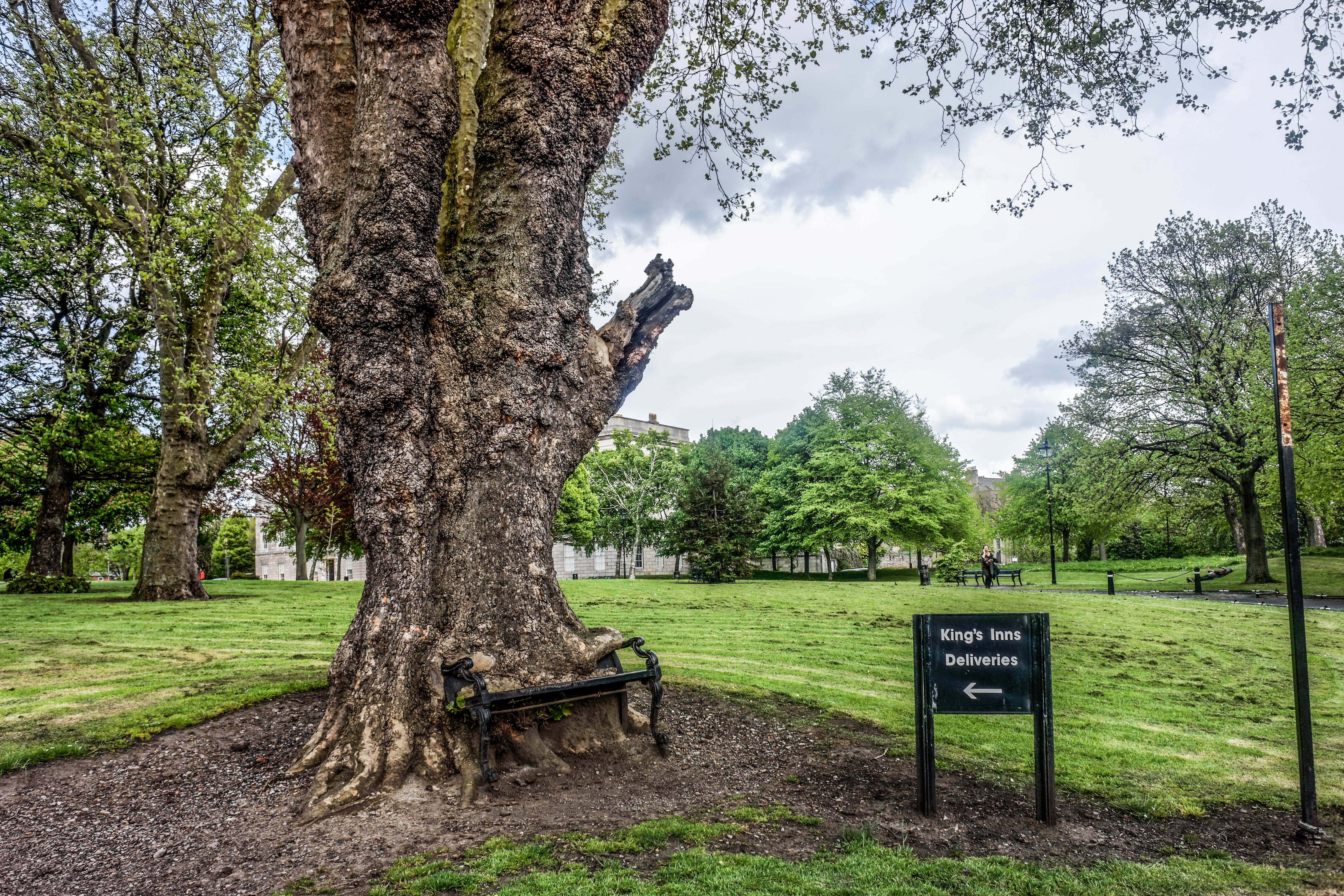
Vista general del árbol.

El árbol se encuentra justo al interior de la entrada sur de los terrenos de King's Inns (escuela de leyes) en Constitution Hill en Dublín. Es un plátano de sombra, ampliamente plantado en Dublín en el siglo XIX. Se ha estimado que tiene entre 80 y 120 años. El árbol, descrito como un espécimen poco notable "de apariencia mediocre", tiene 21 metros de altura y 3,47 metros de circunferencia. fue plantado junto a una banca de hierro fundido que data de principios del siglo XIX. Durante décadas, el árbol ha crecido hasta embeber parcialmente la banca, debido a esto, se dice que el árbol está "comiendo" la banca. Es muy fotografiado y ha aparecido en la portada de la guía turística Secret Dublin – an unusual guide y en el libro de 1981 Dublin, del artista Robert Ballagh. Los terrenos de King's Inns están abiertos al público entre las 07:00 a. m. y las 07:30 p. m. todos los días.

## Campaña de preservación

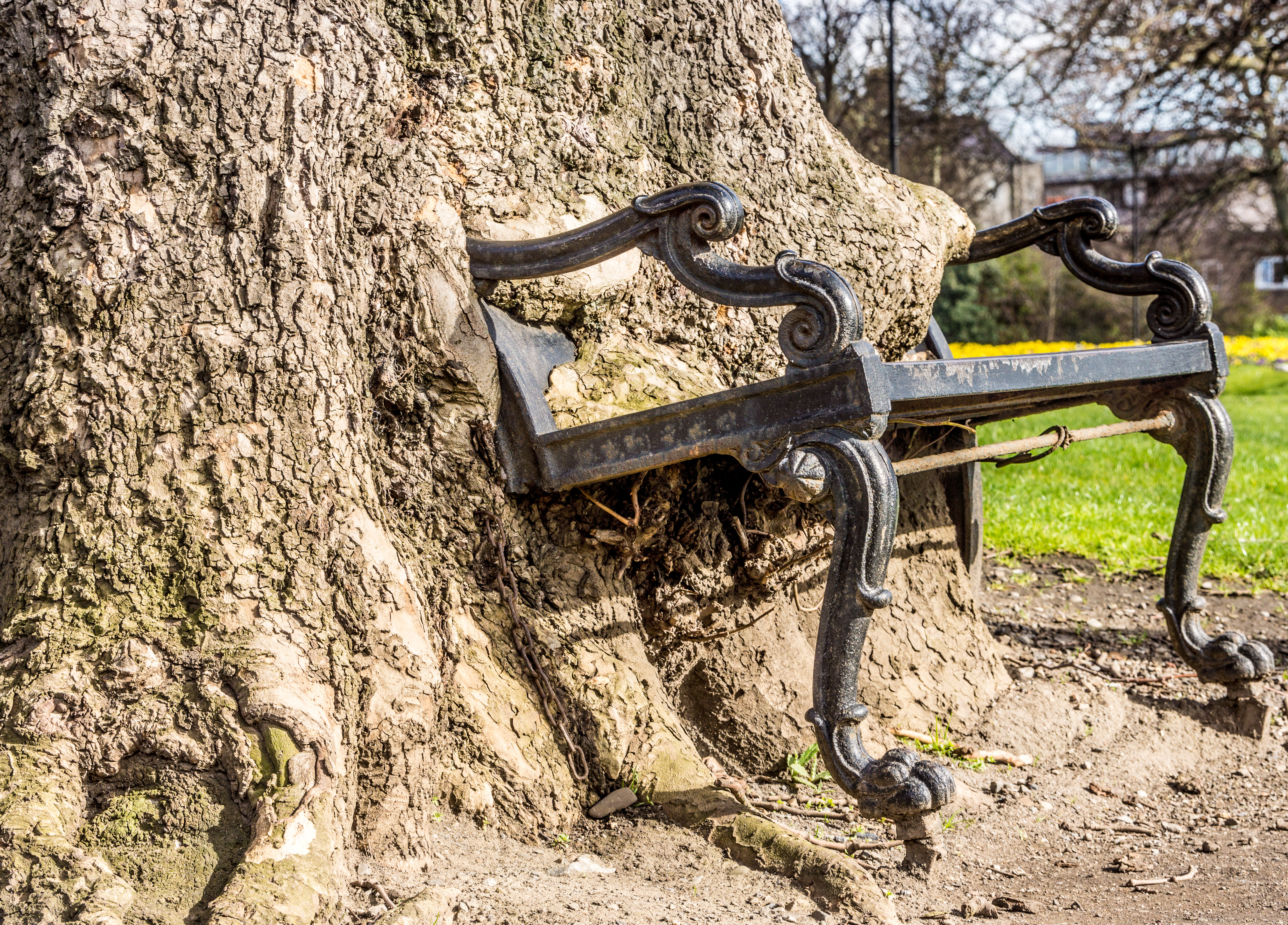
Detalle de la banca incrustada en el árbol.

El árbol ha sido catalogado como uno de los "Árboles de Patrimonio" del país por el Consejo de Árboles de Irlanda. Se ha incluido en gran medida por su valor como curiosidad y atracción turística más que por su antigüedad o rareza. El concejal del Partido Verde, Ciarán Cuffe, hizo campaña en 2017 para que el Comité del Área Central de Dublín otorgue al árbol una orden de preservación (TPO). Cuffe declaró que el Árbol Hambriento y los árboles vecinos "Son una parte encantadora de la historia del centro de la ciudad del norte. Un poco como la Cuenca de Blessington Street, es una joya escondida. Me encanta y odiaría perderla... Han sido testigos de la historia y son aún más preciosos para su edad". La solicitud de TPO fue rechazada ya que se consideró que el árbol se encuentra dentro de las inmediaciones de otras estructuras y por extensión, se beneficia de las protecciones ya otorgadas a estos edificios. También se consideró incluir la banca como una estructura protegida pero se decidió no hacerlo, ya que entonces podría haber un requisito impuesto al consejo de destruir el árbol para protegerla.